# Акиак (Аляска)
Акиак (англ. Akiak, центр. юпик Akiaq) — город в зоне переписи населения Бетел, штат Аляска, США. Население составляет 394 человека (оценка, 2019 год).

## География
Город расположен на западном берегу реки Кускокуим, примерно в 68 км к северо-востоку от города Бетел. Площадь города составляет 8,1 км².

## История
В 1916 году в Акиаке было открыто почтовое отделение, а в 1920-е годы здесь была построена больница. Город был инкорпорирован 9 июля 1970 года.

## Население
По данным переписи 2000 года, население города составляло 309 человек. Расовый состав: коренные американцы — 92,88 %; белые — 4,85 % и представители двух и более рас — 2,27 %. Доля лиц латиноамериканского происхождения всех рас составляла 0,65 %.
Из 69 домашних хозяйств в 53,6 % — воспитывали детей в возрасте до 18 лет, 43,5 % представляли собой совместно проживающие супружеские пары, в 20,3 % семей женщины проживали без мужей, 21,7 % не имели семьи. 18,8 % от общего числа семей на момент переписи жили самостоятельно, при этом 4,3 % составили одинокие пожилые люди в возрасте 65 лет и старше. В среднем домашнее хозяйство ведут 4,48 человек, а средний размер семьи — 5,24 человек.
Доля лиц в возрасте младше 18 лет — 43,4 %; лиц в возрасте от 18 до 24 лет — 11,3 %; от 25 до 44 лет — 23,9 %; от 45 до 64 лет — 14,6 % и лиц старше 65 лет — 6,8 %. Средний возраст населения — 21 год. На каждые 100 женщин приходится 122,3 мужчин; на каждые 100 женщин в возрасте старше 18 лет — 105,9 мужчин.
Средний доход на совместное хозяйство — $26 250; средний доход на семью — $36 875. Средний доход на душу населения — $8326. Около 25,0 % семей и 33,9 % населения живут за чертой бедности, включая 40,3 % лиц в возрасте младше 18 лет и 6,7 % лиц старше 65 лет.
Динамика численности населения города по годам:
| 1920 | 1930 | 1940 | 1950 | 1960 | 1980 | 1990 | 2000 | 2010 | 2011 | 2012 | 2013 | 2014 | 2015 | 2016 | 2017 | 2018 | 2019 |
| ---- | ---- | ---- | ---- | ---- | ---- | ---- | ---- | ---- | ---- | ---- | ---- | ---- | ---- | ---- | ---- | ---- | ---- |
| 150  | 228  | 209  | 168  | 187  | 198  | 285  | 309  | 346  | 353  | 378  | 381  | 383  | 383  | 383  | 392  | 394  | 394  |

## Транспорт
Город обслуживается аэропортом Акиак.